# Lambert od Spoleta
Lambert od Spoleta (oko 875. – Marengo, 15. prosinca 898.) je bio car Svetog Rimskog Carstva i vojvoda od Spoleta između 894. i 898. godine. Lambertova je majka bila Ageltruda.
Kako je bio okrunjen za cara još tijekom života svoga oca i carskog prethodnika Guido od Spoleta nitko u njegovom taboru nije postavio pitanje nasljeđivanja u trenutku careve smrti 894. godine. Bez obzira na to probleme koje on nasljeđuje teško da bi itko mogao riješiti.
To je razdoblje rata protiv tadašnjeg kralja Italije Berengara koji u trenutku kada mu vojna situacija postaje kritična poziva u pomoć svoga rođaka njemačkog kralja Arnulfa od Karantanije koji pobjeđuje u bitkama Lamberta i kruni se u Rimu 896. godine za kralja Italije i cara Svetog Rimskog Carstva. 
Te pobjede ovog opasnog Lambertovog protivnika su bile kratkoga daha pošto je tijekom svoje talijanske kampanje Arnulf obolio i vratio se kući u Njemačku. Njegovo napuštanje talijanskog ratišta rezultira ponovnim osvajanjem Rima spoletskog vojvode koji se tada osvećuje onima koji su ga "izdali". Tako stabilizirana situacija u Italiji se održala malo duže od godinu dana tijekom koje Berengara oprema novu vojsku. Završna bitka ova dva protivnika se vodi 898. godine kraj Pavije kada Lambert pobjeđuje samo da bi koji dan poslije bio ubijen u atentatu.
Njegov nasljednik Guido IV vojvoda od Spoleta odustaje od carske politike svoga prethodnika zadovoljavajući se svojim vojvodstvom. Niti takav mirotvorni potez nije donio mir Italiji tijekom anarhije raspada karolinške vlasti u Europi.
| Prethodnik:      | Car Svetog Rimskog Carstva | Nasljednik:           |
| Guido od Spoleta | Car Svetog Rimskog Carstva | Arnulf od Karantanije |